# Alkaliskt fosfatas
Alkaliskt fosfatas (ALP) är ett enzym som spjälkar fosfatgrupper från olika sorters molekyler i kroppen. Ökad mängd ALP i blodet beror främst på stopp i gallgångarna (gallvägsobstruktion), men även ökad osteoblastaktivitet och vissa tarmsjukdomar kan öka mängden. Bestämning av ALP används bland annat vid kontroll av leverfunktion.
ALP överuttrycks i Escherichia coli C90, vilket kan utnyttjas för extraktion av ALP. En metod för att åstadkomma detta är osmotisk chock följt av jonbyteskromatografi.